# Laura Di Toma
Laura Di Toma (* 5. September 1954) ist eine ehemalige italienische Judoka. Sie war 1980 Vizeweltmeisterin sowie 1976, 1980 und 1983 Europameisterin.

## Sportliche Karriere
Laura Di Toma belegte bei den in fünf Gewichtsklassen ausgetragenen italienischen Meisterschaften 1973 in der Gewichtsklasse bis 60 Kilogramm den zweiten Platz hinter Laura Tomaseti. Im Jahr darauf wurden die italienischen Meisterschaften in sieben Gewichtsklassen ausgetragen, Laura Di Toma siegte im Mittelgewicht, der Gewichtsklasse bis 66 Kilogramm. Vierzehn Tage nach den Meisterschaften 1974 wurden in Genua inoffizielle Europameisterschaften ausgetragen, Laura Di Toma gewann im Mittelgewicht vor der Französin Paulette Fouillet. 1975 fanden in München die ersten offiziellen Europameisterschaften statt. Laura Di Toma gewann sowohl im Mittelgewicht als auch in der offenen Klasse eine Bronzemedaille. Im Jahr darauf bei den Europameisterschaften 1976 in Wien erkämpfte Laura Di Toma eine Bronzemedaille im Mittelgewicht. In der offenen Klasse gewann sie den Titel gegen die Niederländerin Carina Thomas. 1977 siegte Laura Di Toma bei den italienischen Meisterschaften im Mittelgewicht.
Nach einem Jahr Pause kehrte Laura Di Toma 1979 im Halbmittelgewicht zurück, der Gewichtsklasse bis 61 Kilogramm. Bei den Europameisterschaften 1979 in Kerkrade erhielt sie in ihrer neuen Gewichtsklasse eine Bronzemedaille. 1980 gewann sie Anfang März den Titel bei den italienischen Meisterschaften. Vierzehn Tage später siegte sie bei den Europameisterschaften in Udine, wobei sie im Finale die Französin Brigitte Deydier bezwang. Ende November 1980 fanden in New York City die ersten Weltmeisterschaften für Frauen statt. Laura Di Toma besiegte im Viertelfinale Herta Reiter aus Österreich und im Halbfinale Martine Rottier aus Frankreich. Im Finale unterlag sie der Niederländerin Anita Staps. Ende März 1981 fanden in Madrid die Europameisterschaften 1981 statt. Laura Di Toma erreichte das Finale, unterlag dort aber der Britin Ann Hughes. 1982 siegte sie bei den italienischen Meisterschaften und beim internationalen Turnier in Leonding. Bei den Europameisterschaften 1983 in Genua trat Laura Di Toma im Mittelgewicht an und gewann den Titel durch einen Finalsieg über Dawn Netherwood aus dem Vereinigten Königreich. Im gleichen Jahr wurde sie auch italienische Meisterin im Mittelgewicht, kehrte aber dann ins Halbmittelgewicht zurück. Bei den Europameisterschaften 1984 in Pirmasens gewann sie eine Bronzemedaille im Halbmittelgewicht. Bei den Weltmeisterschaften 1984 in Wien schied sie in der offenen Klasse nach Niederlagen gegen die Belgierin Ingrid Berghmans und die Australierin Yvonne Zuydam aus. Im Halbmittelgewicht bezwang sie im Viertelfinale die Deutsche Petra Wahnsiedler. Im Halbfinale unterlag sie der späteren Weltmeisterin Natasha Hernández aus Venezuela, den Kampf um Bronze verlor sie gegen Martine Rottier und erreichte den fünften Platz. 1985 belegte sie den siebten Platz bei den Europameisterschaften. 1986 bei den Weltmeisterschaften in Maastricht erreichte sie mit einem Viertelfinalsieg über die Spanierin Begoña Gómez das Halbfinale. Nach Niederlagen gegen die Britin Diane Bell und die Japanerin Ryōko Fujimoto belegte Laura Di Toma noch einmal den fünften Platz. 1987 und 1988 war sie jeweils Dritte bei den italienischen Meisterschaften.